# Cíclades
Les Cíclades (en grec antic: Κύκλαδες, Kyklades, que significa 'circulars') són un arxipèlag de la mar Egea situat al sud-est de la Grècia continental, estat al qual pertanyen. Originàriament, el nom s'usava per a designar les illes que, si fa no fa, formaven un cercle al voltant de l'illa sagrada de Delos.
L'antiga prefectura de les Cíclades (que forma part de la perifèria de l'Egeu Meridional) té una superfície de 2.572 km² i una població de 119.549 habitants (2005). La capital era la ciutat d'Ermúpolis, a l'illa de Siros. La formen 24 illes principals i unes 200 illes petites. Segons el programa Cal·lícrates a partir de l'1 de gener de 2011, aquesta prefectura desapareix i queda dividida en nou unitats perifèriques: Andros, Citnos, Melos, Míconos, Naxos, Paros, Siros, Santorí i Tenos.

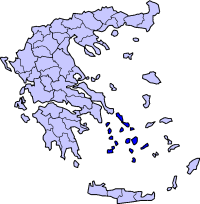
L'antiga prefectura de les Cíclades dins de Grècia

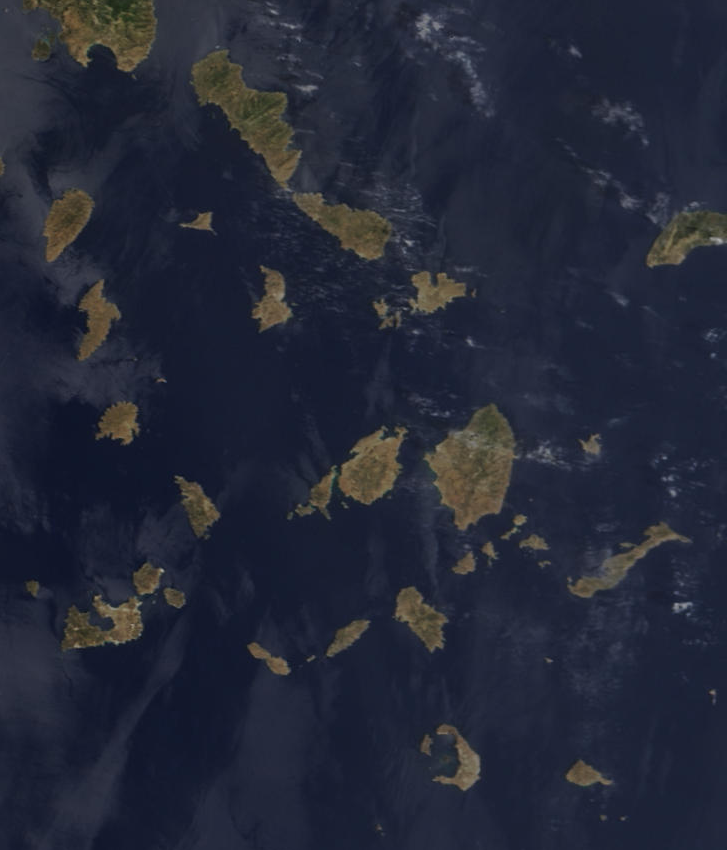
Imatge de satèl·lit de les illes Cíclades.

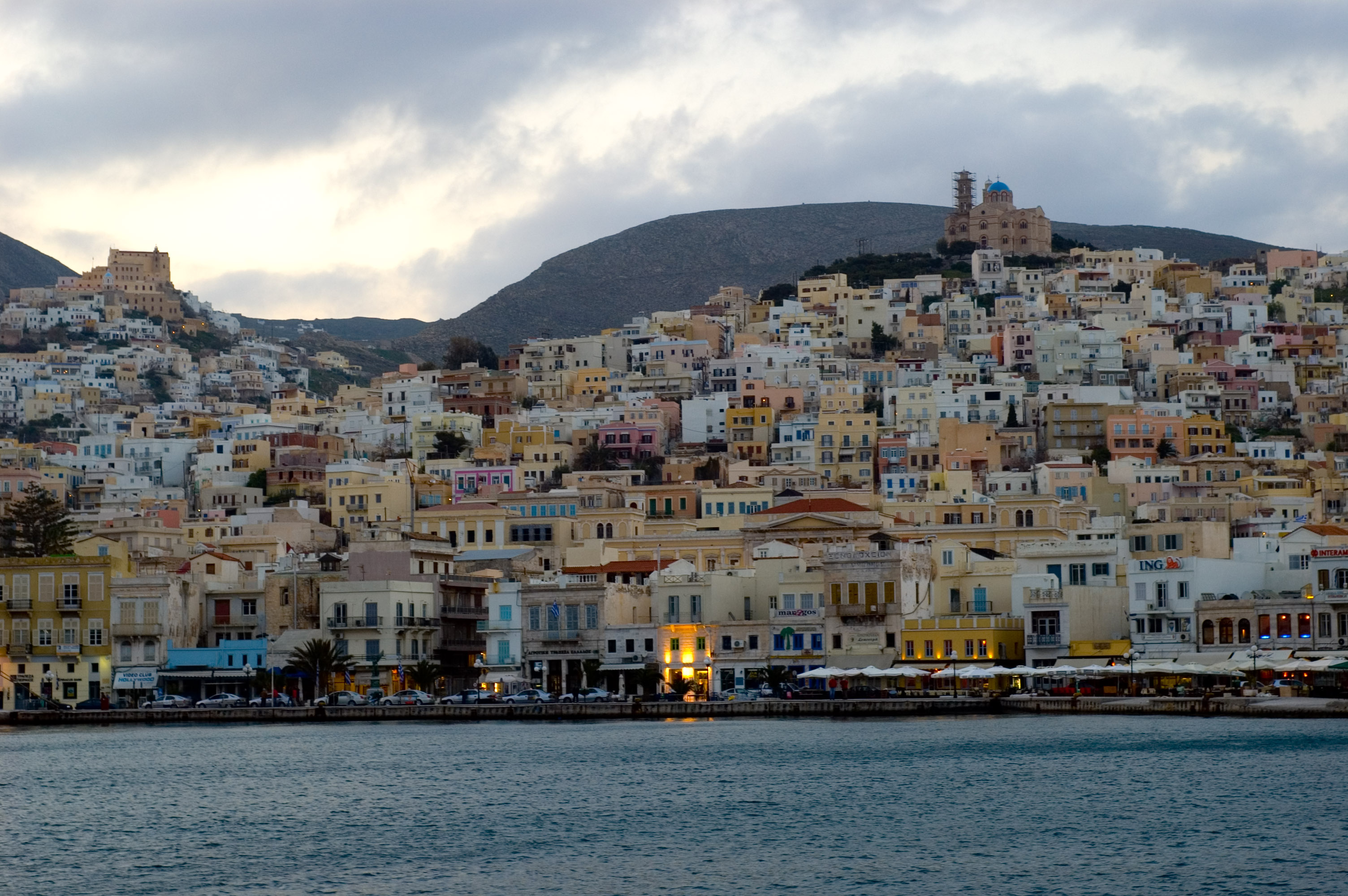
Vista d'Ermúpolis, capital de l'arxipèlag

L'arxipèlag ciclàdic el conformen unes 220 illes, les principals de les quals són Amorgos, Anafi, Andros, Andíparos, Delos (la més petita, però molt important pel seu paper històric), Folegandros, Ios, Kea, Kímolos, Citnos, Melos, Míconos, Naxos, Paros, Santorí o Tera, Sèrifos, Sifnos, Síkinos, Siros, Tenos i Thirasia. Altres illes menors són Andímilos (dependent de Melos), Giaros, Rínia i les Petites Cíclades: Donusa, Iraklià, Keros i Skhinoussa.

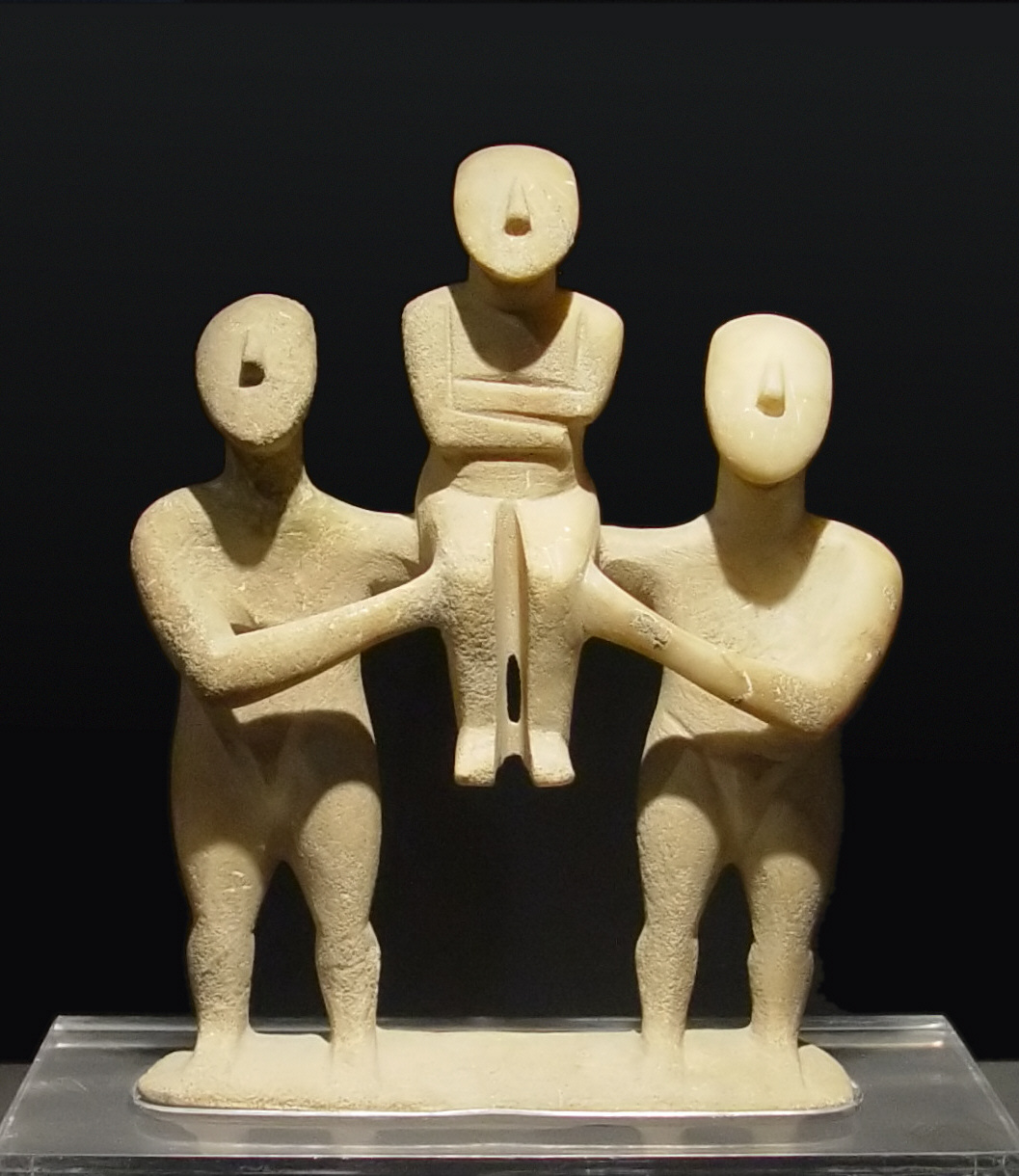
Estatuetes de la civilització ciclàdica, Museu Estatal de Baden, Karlsruhe (Alemanya)

## Història
Les illes són el bressol de la civilització ciclàdica, datada entre la fi del Neolític i els primers temps de l'edat del bronze (aproximadament entre els anys 3300 al 2000 aC), segles abans que la civilització minoica es desenvolupés a Creta, al sud de les Cíclades, en plena edat del bronze. La cultura ciclàdica és coneguda per les seves estatuetes femenines, esquemàtiques i planes, esculpides amb el pur marbre blanc de les illes, similars a les escultures d'autors contemporanis com Jean Arp o Constantin Brâncuşi. Aquestes figures foren saquejades de les tombes per satisfer un pròsper mercat d'antiguitats ja des del començament del segle xx. La més gran és l'ídol d'Amorgós, que es troba al Museu Arqueològic Nacional d'Atenes.
Després no van tenir una història comuna i cal cercar en la història de cada illa, si bé, durant el període del Ducat de Naxos o de l'arxipèlag, una part de les illes van constituir de fet una entitat.